# Ron Garvin
Roger Barnes, noto con lo pseudonimo Ron Garvin (Montréal, 30 marzo 1945), è un ex wrestler canadese.

## Carriera

### Inizi
Roger Barnes iniziò la carriera nel mondo del wrestling nel 1962 con il ring name Ron Garvin. Formò un tag team con suo "fratello" Terry Garvin negli anni sessanta ed inizio settanta, e il duo si aggiudicò anche qualche titolo a livello regionale. Il loro manager era Jimmy Garvin, altro "fratello" (kayfabe).
La reputazione di Garvin come wrestler singolo si consolidò in Georgia, Alabama, Kentucky, e Tennessee alla fine degli anni settanta dopo aver abbandonato Terry e Jimmy. Garvin lottò nella Southeastern Championship Wrestling, nella International Championship Wrestling di Angelo Poffo dove divennero celebri le sue rivalità con Randy Savage e Pez Whatley. Uno dei momenti più famosi di Garvin in ICW fu quando fece cadere la dentiera a Ox Baker, tirandogli una serie di calci al viso. Garvin era molto conosciuto anche nei territori del Sud, dove ebbe feud con André the Giant, Bob Orton Jr., e Tony Charles. Per breve tempo Garvin interpretò la gimmick di "Mr. Knoxville" e formò un tag team con Charles, ma ben presto tornò ad essere sé stesso e fece coppia con Orton, diventando un heel nel processo.

### National Wrestling Alliance

#### Georgia Championship Wrestling
Garvin conquistò il titolo NWA Georgia Television (conosciuto anche come National TV Title) per ben 5 volte. Nel corso di questi regni si scontrò con un giovane Jake Roberts, all'epoca membro della stable dei Legion of Doom. Jake Roberts era il campione TV in carica e si rifiutava di concedere a Garvin un rematch. Nella storyline Garvin fu costretto ad ipotecare casa sua per poter dare 10,000 dollari a Roberts in modo da convincerlo a concedergli la rivincita. Garvin vinse il rematch e divenne ancora una volta NWA National TV Champion.

#### Jim Crockett Promotions

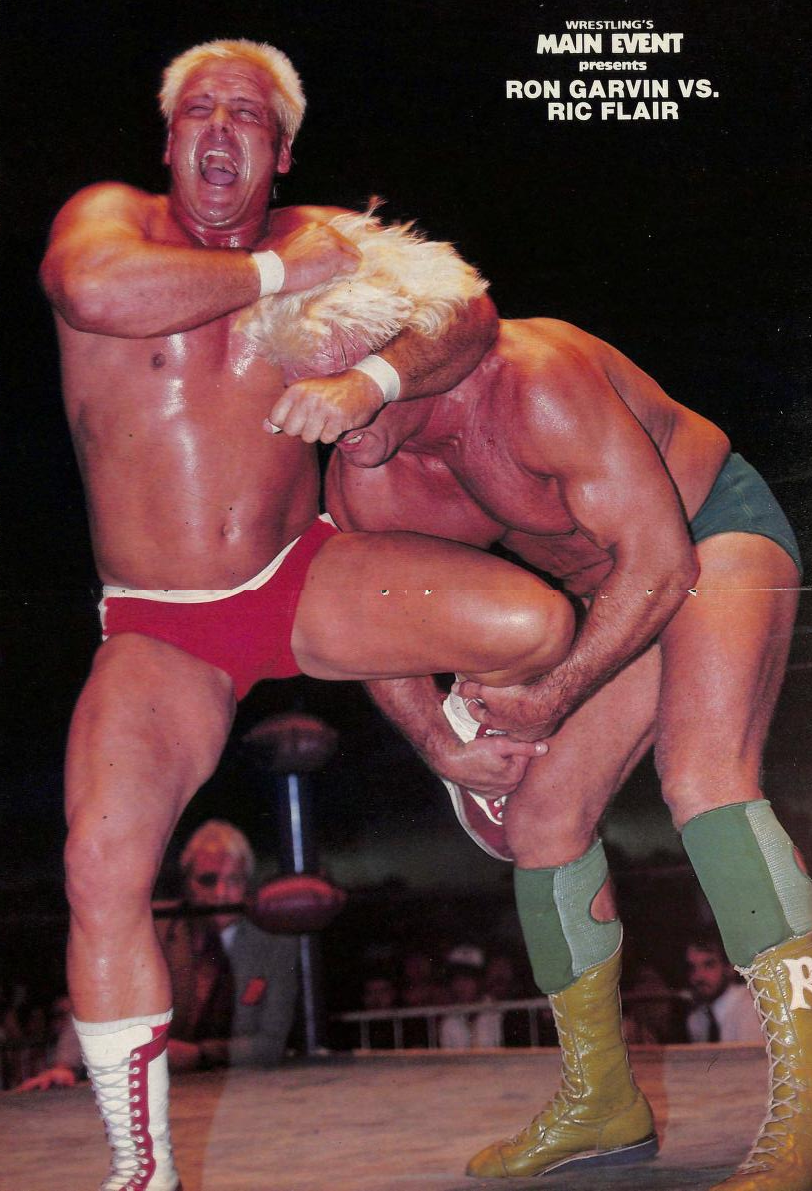
Garvin vs Ric Flair (1987)

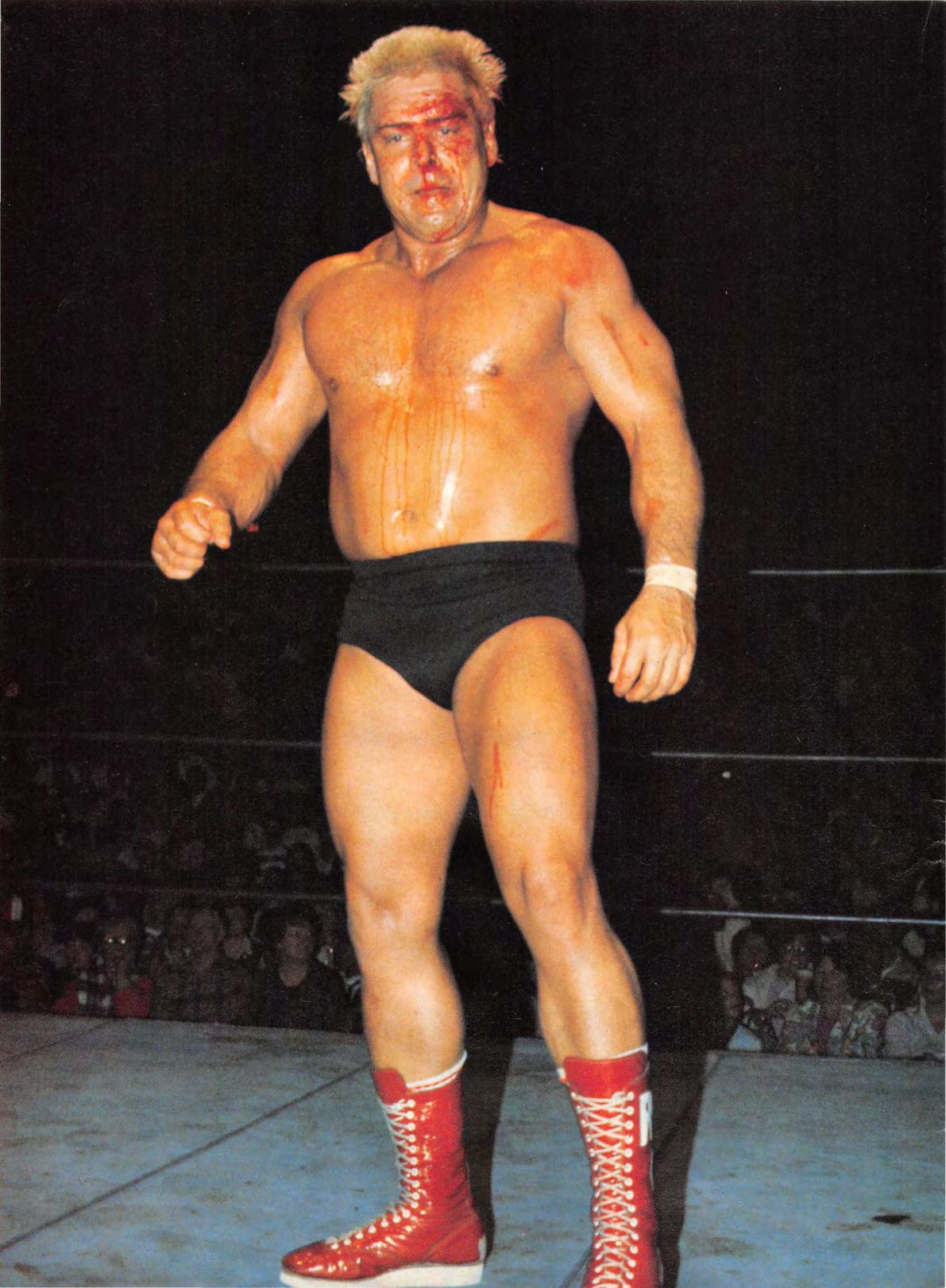
Un sanguinante Ronnie Garvin dopo un match (1987)

Si trasferì quindi nella Jim Crockett Promotions dove avrebbe conquistato il successo maggiore in carriera. Lì venne soprannominato "The Man With the Hands of Stone" ("l'uomo dalle mani di pietra") e si scontrò in accesi feud con Tully Blanchard e Black Bart. Formò anche un tag team con Barry Windham e il duo vinse le cinture NWA United States Tag Team Championship sconfiggendo Ivan Koloff e Kruscher Kruschev per poi perderle contro Koloff e Dick Murdoch
In particolare, Garvin ebbe una forte rivalità con i Midnight Express di Jim Cornette (Dennis Condrey & Bobby Eaton). Al ppv Starrcade '85 Garvin fece coppia con Jimmy Valiant per affrontare Condrey ed Eaton in un Atlanta Street Fight Match; in occasione di questo incontro, Garvin lottò travestito da donna con l'identità di "Miss Atlanta Lively". Successivamente Garvin affrontò anche la guardia del corpo di Cornette, Big Bubba Rogers contro il quale perse un altro Street Fight a Starrcade '86.
Nel 1987 Windham e Garvin ebbero una faida con gli Express (inizialmente ancora costituiti da Eaton e Condrey) per la cintura United States Tag Titles. Quando Cornette gettò una palla di fuoco in faccia a Garvin, il "fratello" Jimmy Garvin corse in suo aiuto. Diventati entrambi dei face, i fratelli Garvin formarono un tag team e affrontarono i Midnight Express. Nel maggio 1987 Windham e Garvin raggiunsero la finale del torneo indetto per l'assegnazione dei titoli United States Tag Team ma persero contro gli Express (ora formati da Eaton e Stan Lane).
Nel 1987 i Garvin Brothers iniziarono dunque un feud con l'NWA World Champion Ric Flair. Durante questo feud, Flair disse che Garvin aveva "le mani di pietra", e questo epiteto restò appiccicato a Garvin per tutto il resto di carriera.
La rivalità con Flair toccò un nuovo apice il 25 settembre 1987, quando Garvin riuscì a sconfiggere Flair strappandogli il titolo. Dato che la NWA aveva programmato di tenere il pay-per-view Starrcade nello stesso giorno delle Survivor Series della rivale WWF, Jim Crockett scelse di fronteggiare la concorrenza facendo riconquistare il titolo mondiale a Ric Flair, la superstar indiscussa della federazione. Questo significava che Flair avrebbe prima dovuto perdere la cintura per poi riconquistarla a Starrcade. Molti wrestler declinarono l'offerta di fungere da campioni di transizione, ma non Garvin, il quale si rese conto che a 42 anni sarebbe potuta essere l'ultima occasione per laurearsi campione del mondo, e accettò di essere un "campione ad interim". Garvin avrebbe detenuto il titolo per due mesi prima di cederlo nuovamente a Flair a Starrcade.
Dopo la perdita del titolo NWA, i due Garvin entrarono in lotta con Kevin Sullivan e la sua stable Varsity Club. A Great American Bash, i fratelli si allearono con i Road Warriors e "Dr. Death" Steve Williams e sconfissero Sullivan, Mike Rotunda, Al Perez, Russian Assassin e Ivan Koloff nel corso di un Tower of Doom Match. Tuttavia nella stessa serata, Ron Garvin divenne un heel mandando KO Dusty Rhodes con un pugno impedendogli così di vincere lo U.S. Title detenuto da Barry Windham. Dopo pochi mesi, Garvin lasciò infine la federazione.

#### AWA & WWC
Sempre da heel, Garvin lottò nella American Wrestling Association alla fine del 1988 ed ebbe un feud con Greg Gagne per il titolo AWA International Television Championship. Si scontrò anche in un'accesa rivalità con Carlos Colón con in palio il WWC Universal Heavyweight Championship durante una trasferta a Porto Rico.

### World Wrestling Federation
Ron Garvin passò alla World Wrestling Federation come personaggio face con il nome "Rugged" Ronnie Garvin. Perse contro Dino Bravo a WrestleMania V il 2 aprile 1989. Iniziò poi un altro feud con Greg Valentine e i due si scontrarono diverse volte. Il feud culminò in un Retirement Match, vinto da Valentine. Non potendo più combattere sul ring, Garvin iniziò ad interpretare il ruolo di arbitro, ma spesso durante gli incontri, si metteva a lottare con i wrestler che non obbedivano ai suoi ordini, come Dino Bravo e Brooklyn Brawler. Nonostante gli avvertimenti del presidente WWF Jack Tunney, Garvin diede un pugno a Valentine durante un suo match contro Jimmy Snuka, e venne squalificato dalla professione di arbitro.
A SummerSlam, Garvin fu l'annunciatore ospite del match tra Valentine e Hercules. Quando Valentine schienò Hercules aiutandosi con i piedi sulle corde, Garvin annunciò Hercules come vincitore. Valentine allora lo scaraventò fuori dal ring, ma Garvin risalì e lo stese con un pugno. Cercando vendetta, Valentine chiese che Garvin fosse reintegrato come lottatore in modo da poterlo affrontare. I due si scontrarono alla Royal Rumble 1990 in un Submission Match, che Garvin si aggiudicò. In seguito, Garvin avrebbe dovuto avere in programma un feud con Rick Martel. Furono anche girati dei filmati promozionali, ma i due si affrontarono solo in qualche house show di poco conto. Garvin lasciò la WWF poco tempo dopo.

### Ritorno nel circuito indipendente
Garvin tornò a lottare in federazioni minori del circuito indipendente, principalmente nella zona della Carolina.

## Carriera dopo il wrestling
Garvin è proprietario di svariate concessionarie d'auto nella Contea di Gaston, nella Carolina del Nord. Inoltre, Garvin è anche un pilota d'aerei. Si occupa di commercio di strumenti aeronautici.

## Personaggio

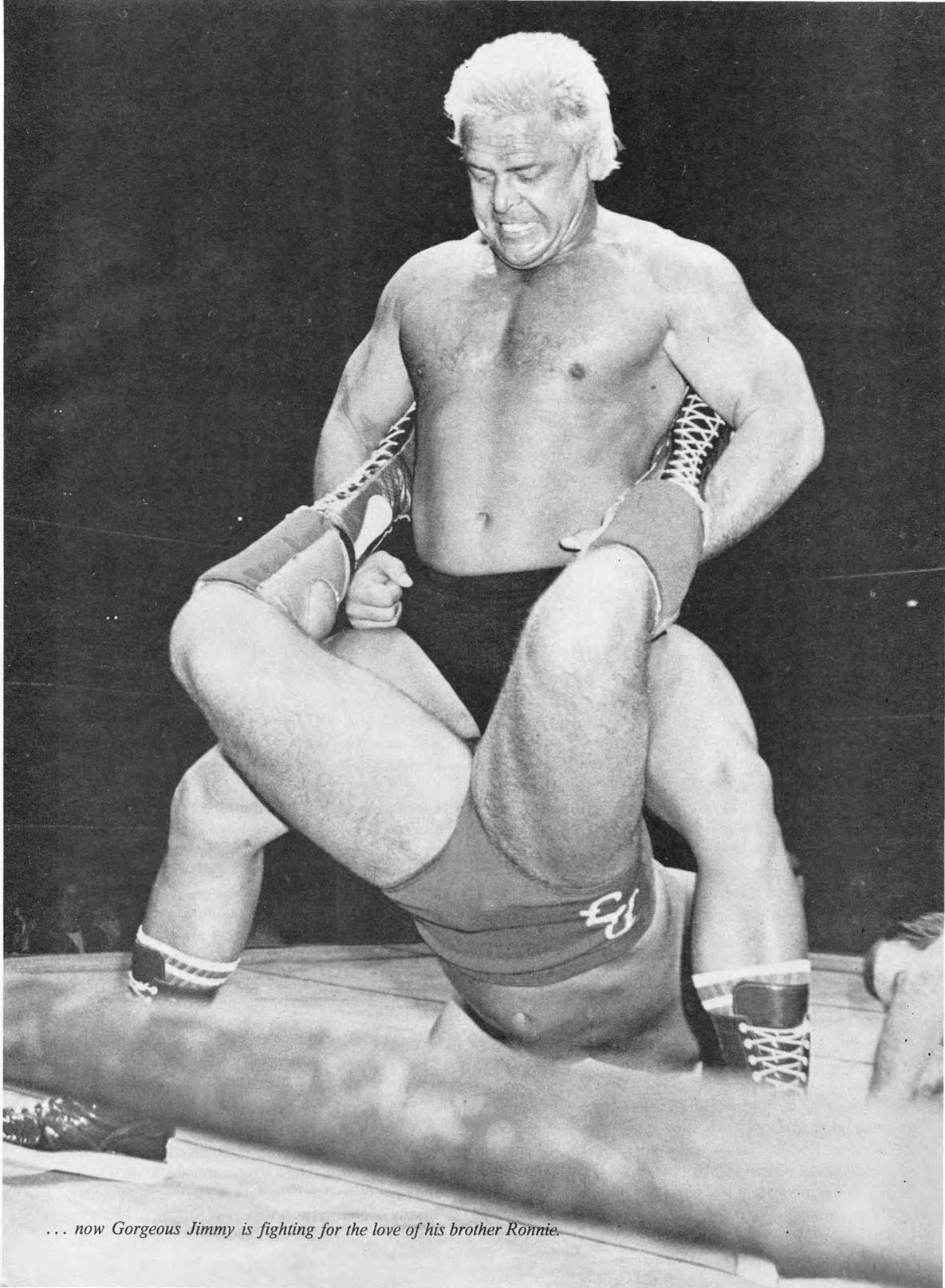
Garvin vs Ric Flair (1987)

### Mosse finali
- Knockout punch
- Figure-four leglock[7]
- Sharpshooter

### Soprannomi
- "Rugged"[8]
- "The Man with Hands of Stone"

## Titoli e riconoscimenti
- American Wrestling Association
  - AWA International Television Championship (1)[9]
- Championship Wrestling from Florida
  - NWA Florida Tag Team Championship (1) – con Ole Anderson[10]
  - NWA World Tag Team Championship (Florida version) (1) – con Terry Garvin[11]
- International Championship Wrestling
  - ICW Southeastern Heavyweight Championship (2)[12]
- Mid-Atlantic Championship Wrestling – Jim Crockett Promotions
  - NWA Mid-Atlantic Heavyweight Championship (1)[13]
  - NWA United States Tag Team Championship (1) – con Barry Windham[3]
  - NWA World Heavyweight Championship (1)[3]
- Mid-South Sports – Georgia Championship Wrestling
  - NWA Georgia Tag Team Championship (2) – con Terry Garvin[14]
  - NWA Macon Tag Team Championship (2) – con Terry Garvin (1), & Roger Kirby (1)[15]
  - NWA National Heavyweight Championship (1)[16]
  - NWA National Tag Team Championship (1) – con Jerry Oates[17]
  - NWA National Television Championship (2)[2]
  - NWA World Television Championship (Georgia version) (2 times)1[2]
- National Championship Wrestling
  - NCW Heavyweight Championship (1)[18]
- National Wrestling Alliance
  - NWA World Heavyweight Championship (1)
- NWA Mid-America
  - NWA Mid-America Tag Team Championship (2) – con Terry Garvin[19]
  - NWA Southern Junior Heavyweight Championship (1)[20]
  - NWA Southern Tag Team Championship (Mid-America version) (1) – con Terry Garvin[21]
- Pro Wrestling Illustrated
  - 126º nella lista dei 500 migliori wrestler singoli nei PWI 500 del 1991[22]
  - 142º nella lista dei 500 migliori wrestler singoli dei "PWI Years" nel 2003[23]
- Professional Wrestling Hall of Fame
  - Classe del 2019 - Modern Era
- Southeastern Championship Wrestling
  - NWA Southeastern Heavyweight Championship (Northern Division) (5)[24]
  - NWA Southeastern Tag Team Championship (3) – con Tony Charles (1), & Bob Orton Jr. (2)[25]
  - NWA Tennessee Tag Team Championship (1) – con Terry Garvin[26]
- Tennessee Mountain Wrestling
  - TMW Heavyweight Championship (1)[27]
  - TMW Tag Team Championship (1 time) – with Tim Horner[28]
- World Wrestling Council
  - WWC Universal Heavyweight Championship (2)[4]

1Questo titolo si chiamava in origine NWA Georgia Television Championship e venne successivamente ribattezzato NWA World Television Championship. Tuttavia, nel marzo 1985, la qualifica di "World" (mondiale) venne tolta dalla NWA e la cintura si trasformò nel National Title quando la Jim Crockett Promotions acquisì la Georgia Championship Wrestling e designò il titolo Television come titolo mondiale.